# Malagassa leptotes
Malagassa leptotes är en insektsart som först beskrevs av Brancsik 1893.  Malagassa leptotes ingår i släktet Malagassa och familjen Episactidae. Inga underarter finns listade i Catalogue of Life.